# Fra det gamle Kentucky
Fra det gamle Kentucky er en amerikansk stumfilm fra 1909 af D. W. Griffith.

## Medvirkende
- Verner Clarges - Mr. Wilkinson
- Kate Bruce - Mrs. Wilkinson
- Henry B. Walthall - Robert
- Owen Moore
- Linda Arvidson